# جند الشام
جند الشام تنظيم سلفي ينشط في مخيم عين الحلوة في جنوب لبنان، معظم عناصره لبنانية وفلسطينية، شهدت المخيمات الفلسطينية في لبنان عدة مواجهات بين جند الشام وبعض التنظيمات العلمانية المسلحة مثل فتح أبو عمار خسر فيها التنظيم بعض قياداته الميدانية، اغتيل اخر قادتة (غاندي السمحراني) الملقب بأبو رامز وذلك في شهر ديسمبر 2010 بظروف غامضة في مخيم عين الحلوة.